# Hispano Aviación HA-200 Saeta
El Hispano Aviación HA-200 Saeta fue un avión de entrenamiento a reacción y ataque a tierra español fabricado por la compañía Hispano Aviación, con los diseños de los españoles Juan de la Cruz Martín-Albo y Rafael Rubio Elola, el alemán Willy Messerschmitt y otros, en los años 50. Realizó su primer vuelo el 12 de agosto de 1955, convirtiéndose en el primer avión de reacción construido por la industria aeronáutica española, y operó en el Ejército del Aire de España y en la Fuerza Aérea Egipcia, país donde se fabricó bajo licencia.

## Diseño y desarrollo

### Génesis del proyecto
En 1945, se prohibió a los más famosos ingenieros aeronáuticos alemanes (Willy Messerschmitt, Claude Dornier, Ernst Heinkel, Kurt Tank, etc.) la fabricación de aviones de ningún tipo ni la reconstrucción de la industria de aviación en Alemania. Esto no cambiaría hasta la firma del Tratado de Roma en 1955. España ya había colaborado en el campo de la aeronáutica con Alemania, fabricando bajo licencia varios modelos y comprando la licencia de fabricación del Messerschmitt 'Me 109G'. Julius Krauss, antiguo directivo de la empresa Messerschmitt, acabó trabajando en HASA (Hispano Aviación S.A), manteniendo contactos personales con el Profesor Willy Messerschmitt durante algunas de sus visitas a Alemania.
En el año 1951, en el transcurso de una visita a España del Profesor Willy Messerschmitt para supervisar la fabricación de una serie de cazas Me 109G-2 (famoso por sus diseños de aviones de combate en la Segunda Guerra Mundial), la empresa Hispano Aviación, S.A. (HASA), le ofreció la posibilidad de firmar un contrato, de dos años de duración, prorrogable y con fecha de entrada en vigor el día 1 de enero de 1952, por el cual se comprometía a desarrollar un avión de entrenamiento, de motor a pistón, un birreactor de escuela y asalto, y un caza a reacción con ala en delta. El avión de motor de émbolo debía servir para ensayar el ala y otros elementos del birreactor, pues ambos aparatos se iban a diseñar con un alto grado de elementos comunes para ahorrar costes. Estos prototipos reciben la denominación de fábrica de HA-100 Triana, HA-200 Saeta y HA-300.

### Desarrollo del proyecto

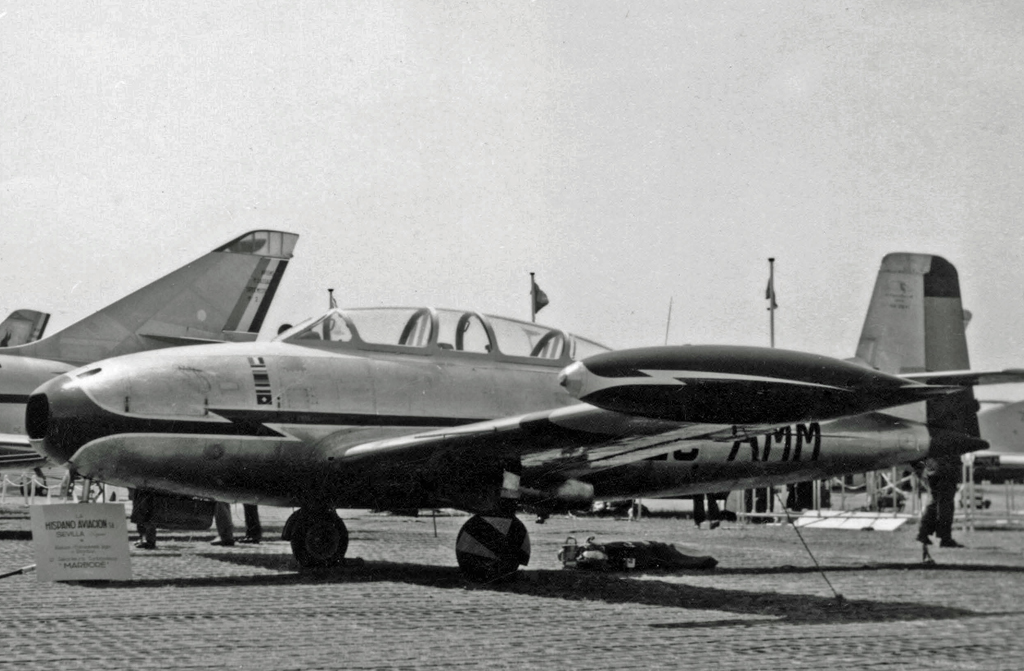
Prototipo Hispano Aviación HA-200R Saeta en el París Air Show en Le Bourget en mayo de 1957.

El Profesor Messerschmitt se incorporó en 1952, junto con tres de sus colaboradores, y formaron un equipo con los ingenieros españoles Ángel Figueroa y Rafael Rubio. El Profesor Willy Messerschmitt fue nombrado oficialmente director de la oficina de diseño de la empresa Hispano Aviación S.A. en Sevilla. Se le encarga desarrollar un avión de entrenamiento con motor a pistón y un birreactor de escuela y asalto. La presencia de una figura de talla mundial como Willy Messerschmitt motivó a los ingenieros aeronáuticos y técnicos españoles del momento, que con gran ilusión se sumaron al proyecto. Además, Messerschmitt trajo de Alemania a ingenieros y técnicos aeronáuticos de su confianza. A fin de minimizar los gastos, se utilizó el diseño del avión de motor a pistón para ensayar el ala y otros elementos del avión birreactor, compartiendo ambos diseños el mayor número posible de piezas, incluyendo la sección trasera del fuselaje y el empenaje de cola. Los prototipos reciben los nombres de HA-100 y HA-200, aunque pronto pasan a ser llamados Triana y Saeta. Sin embargo el HA-100 fue abandonado rápidamente cuando llegaron los aviones North American T-6 Texan de la ayuda estadounidense.
El prototipo, dotado de dos turborreactores franceses Turbomeca Marboré II y sin armamento, realizó su primer vuelo a los mandos del piloto de pruebas Fernando de Juan Valiente el día 12 de agosto de 1955, desde la pista del aeródromo de San Pablo (Sevilla), en donde la Hispano Aviación tenía una de sus fábricas. El prototipo, que no llevaba matrícula, tenía sus reactores cubiertos por mantas de amianto, ya que el compartimiento de motores carecía de salidas de calor suficientes y la temperatura alcanzada llegaba a los 200 grados centígrados, hasta que con la adopción de dos toberas concéntricas, una propia del motor y la otra para la salida de gases por efecto Venturi, se solucionó el problema.
Meses después, en la primavera de 1956, el prototipo, con matrícula militar XE.14-1, es pintado con la matrícula civil EC-AMM y despega para realizar una gira de prospección y venta por Alemania, Austria y Suiza, sin que ésta obtuviera resultados comerciales.
El 11 de enero de 1957 vuela el segundo prototipo, matriculado XE.14-2, ya armado con dos ametralladoras situadas en el capó del morro, Breda-SAFAT de 7,7 mm, que procedían de las que utilizaban los ya desechados Fiat CR-32 “Chirri”, y de las que el Ejército del Aire almacenaba grandes cantidades. Aprovechando la celebración del Salón Aeronáutico de París, el primer prototipo, con la matrícula EC-AMM despega y parte en vuelo hacia el aeropuerto de Le Bourget, donde realiza vuelos de exhibición.

### Servicio

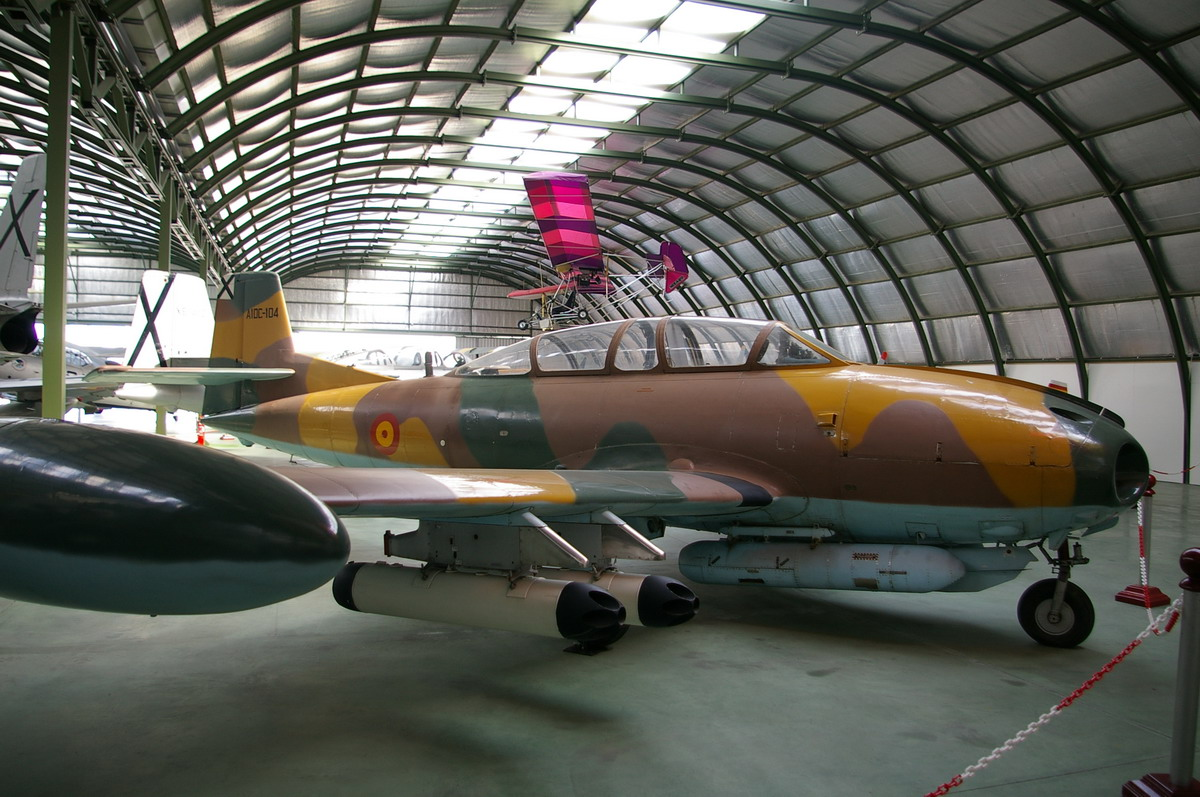
HA-220 Súper Saeta en el Museo del Aire.

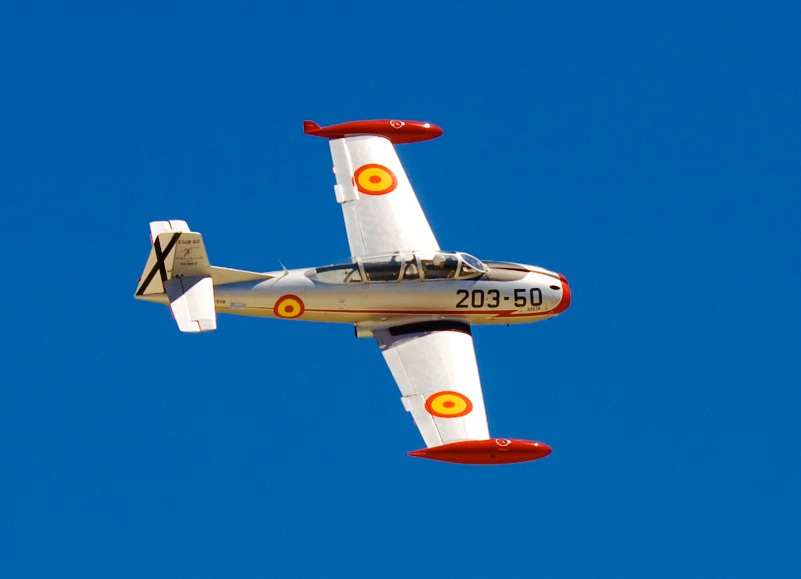
HA-200 Saeta de la Fundación Infante de Orleans, en Madrid.

Dados los buenos resultados obtenidos en los ensayos de estos dos prototipos, el Ejército del Aire realizó en el año 1957 una solicitud de 10 ejemplares de preserie, que reciben la denominación de fábrica HA-200R-1. Estos aviones son similares al segundo prototipo, con la mejora de poseer una cabina presurizada. 
En 1959, el Ejército del Aire realiza un pedido de 30 aviones de serie, cuya denominación es HA-200A. Así mismo este mismo año de 1959 finaliza el contrato del profesor Messerschmitt, que regresa a Alemania con su equipo, aunque siempre mantendría intereses financieros con la industria aeronáutica española a través de sus propias empresas.
Los 10 aparatos de la serie preliminar fueron vendidos en 1959 a la Fuerza Aérea egipcia, modificados como versión HA-200B y armados con un cañón automático de 20 mm. Se entregaron en 1960 y allí se les llamó "Al-Qāhira", nombre en árabe de El Cairo. De 1960 a 1965, Egipto fabricó en la factoría de Helwan 90 de estos aviones bajo licencia, los cuales tomaron parte en el conflicto árabe-israelí de 1967.
Basándose en el modelo de la serie preliminar HA-200B, que se había exportado a Egipto y llevaba un cañón de 20 mm bajo la parte frontal del fuselaje, HASA desarrolló posteriormente el avión monoplaza de ataque Hispano Aviación HA-57.
El Ejército del Aire encargó en 1963 otros 55 Saeta de la versión HA-200D para prestar servicio en el Ala 43 de Villanubla (Valladolid) y en la Escuela Básica de Matacán, con la designación E.14B, que HASA terminó de suministrar en 1967. Se les instaló el motor Turboméca "Marboré VI", con un empuje estático de 9,4 kN. 40 aparatos de entrenamiento se modificaron para convertirlos a la versión HA-200E Súper Saeta o C.10B.
A partir de los años 70, los Saeta con base en la base aérea de Gando (Gran Canaria) desempeñarán un importante papel en el conflicto del Sáhara, donde por razones políticas España no podía usar material de procedencia norteamericana, como los Northrop F-5.
El HA-220 Súper Saeta fue una versión de apoyo táctico monoplaza derivado del HA-200E, introducida de 1971 a 1977, y para la cual se modificaron 25 HA-200; designados en un principio C.10C y posteriormente A.10C; algunos fueron equipados con cámaras de reconocimiento fotográfico y recibieron la designación AR.10C. 
Desde 1980, el CASA C-101 Aviojet reemplazó a los HA-200 y HA-220 en misiones de escuela. La última unidad operativa de Saeta fue el Escuadrón 214 de Morón de la Frontera (Sevilla), que se disolvió a finales de 1981.

### Primacías
El HA-200 cuenta con tres primacías absolutas en la historia de la aviación española:
- Primer reactor español.
- Primer aparato español con cabina presurizada.
- Primer aparato español exportado.

## Historia operacional
En los años 70, los Saeta desempeñaron un papel fundamental en el conflicto del Sáhara. Estados Unidos vetó el empleo de material de procedencia de la ayuda estadounidense, como los F-86 y los F-5. Por ello, y con las lecciones de la guerra del Ifni y la crisis anterior del Sáhara en mente, se decidió que los Saeta estuvieran armados para así poder realizar misiones de ataque ligero. Años más tarde se decidió encargar la versión especializada de ataque al suelo y se reemplazó a las más que obsoletos CASA 2111 (He 111), basados en Gando (Gran Canaria), por Saeta, cuando la tensión en el Sáhara empezó a crecer. Allí en Gando los Saeta del 462 Escuadrón reforzaban a los aviones de apoyo cercano y reconocimiento armado T-6 Texan del 463 Escuadrón, adquiridos de segunda mano en Francia y Estados Unidos. Desde junio del 70, los C.10B hicieron acto de presencia en misiones de apoyo y reconocimiento sobre el Sáhara Español, pintados con un esquema de camuflaje desértico. Los aviones entraron ocasionalmente en combate, a partir de 1974, contra las guerrillas del Polisario, mostrándose excelentes aviones de ataque al suelo. En algunas de estas escaramuzas, los Saeta se vieron obligados a esquivar misiles SA-7 disparados contra ellos.
Algunos aviones operaron desde Villa Cisneros, como destacamento avanzado de apoyo aéreo en operaciones contra la guerrilla. También ante las crecientes tensiones con Marruecos practicaron la interceptación de helicópteros y aviones de transporte por si fuera necesario hacer frente a un ataque de comandos marroquíes sobre El Aaiun.

## Variantes

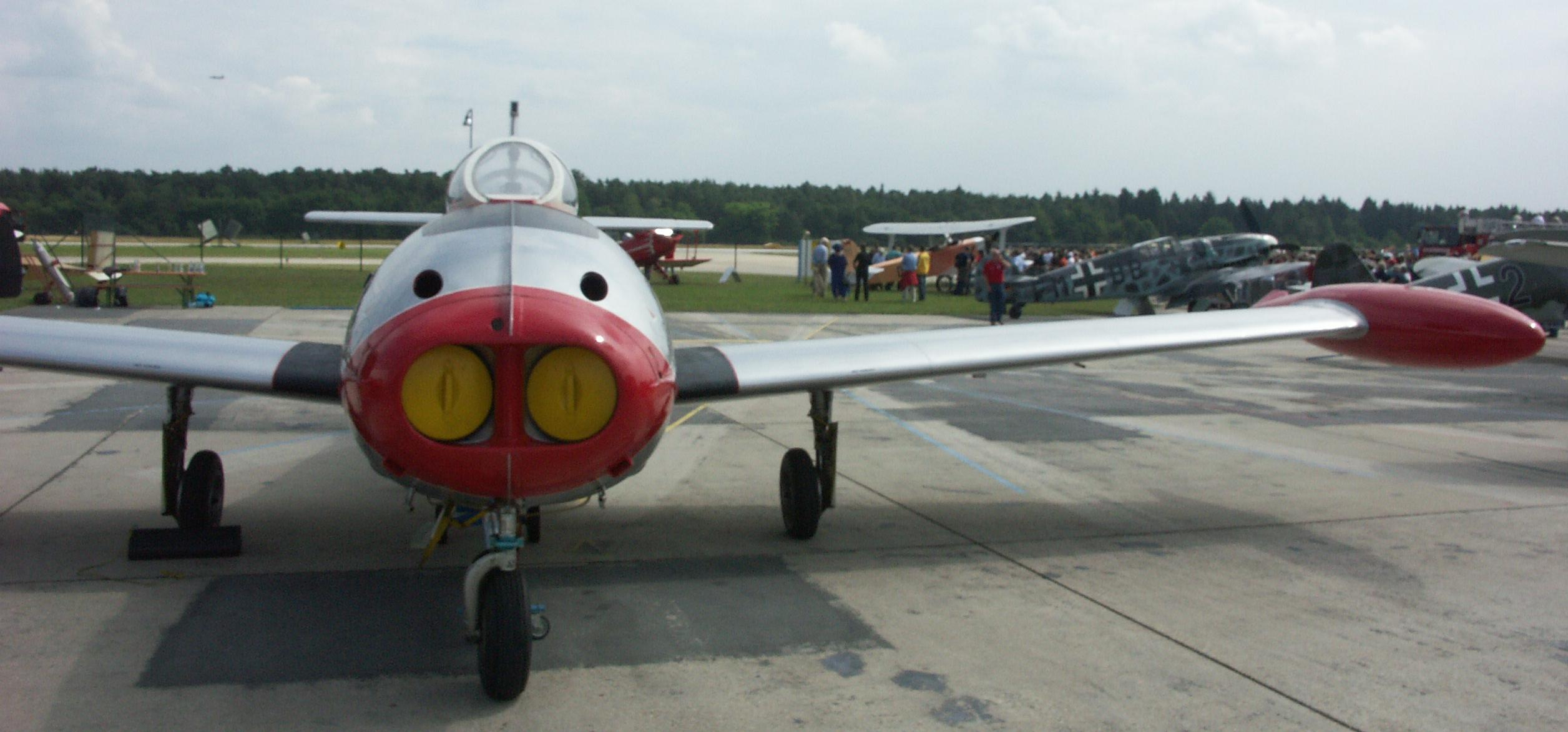
Hispano Aviación HA-200

HA-200A
Versión inicial de serie; 30 ejemplares construidos para el Ejército del Aire español (E.14A), dos armados y designados C.10A.
HA-200B
Designación de 10 ejemplares de preserie propulsados por turborreactores Turboméca Marboré IIA con destino a Egipto, para la fabricación bajo licencia en ese país de esta versión, denominada Al-Qahira: Helwan comenzó la fabricación de 90 ejemplares.
HA-200D
Versión mejorada para el Ejército del Aire español; 55 aparatos construidos y designados oficialmente E.14B.
HA-200E Súper Saeta
Redesignación de 40 HA-200D modificados mediante la adopción de turborreactores Marbore VI y mejoras en su equipo y armamento, que incluía cohetes aire-superficie; fueron designados C.10B
HA-220 Súper Saeta
Monoplaza de apoyo táctico derivado del HA-200E. El segundo asiento fue sustituido por un depósito de combustible autosellable, dotado con motores más potentes y contenedores para cohetes y afustes subalares para cargas lanzables. En 1967, un total de 25 construidos y designados en un principio C.10C por el Ejército del Aire y posteriormente A.10C; algunos fueron equipados con cámaras de reconocimiento fotográfico y recibieron la designación AR.10C

## Operadores
España
- Ejército del Aire:[12] llegó a contar con un total de 122 ejemplares:
  - 2 prototipos
  - 10 aviones de preserie, renombrados como HA-200B después de ser modificados.
  - 30 aviones de la serie HA-200A: 28 E.14 y 2 C-10A.
  - 55 aviones de la serie HA-200D: E.14B, luego C.10B.
  - 25 aviones de la serie HA-220: C.10C y A.10C.

En 1963, el Ejército del Aire (EdA) encargó 55 unidades para el Ala 43 y la Escuela Básica de Matacán. Posteriormente, hasta 117 ejemplares sirvieron en las files del EdA y se convirtieron muchos aviones en entrenadores ligeramente armados; de este modo, un centenar de HA-200 Saeta con capacidad de apoyo y una veintena de HA-220 destinados al apoyo táctico estuvieron disponibles para ser empleados en el Sáhara. Fueron retirados en 1980.
 Egipto
- Fuerza Aérea Egipcia: llegó a operar un total de 100 ejemplares:
  - 10 aviones de la serie HA-200B vendidos por España.
  - 90 aviones construidos bajo licencia.

Egipto deseaba equipar a su Fuerza Aérea con aviones fabricados en el país. Los reactores de segunda generación quedaban fuera de su alcance y se encontraba con los mismos problemas que España, por lo cual el Saeta fue también una solución perfecta. 
No existe constancia de la entrada en combate de los HA-200B egipcios durante la guerra de los Seis Días en 1967, aunque dos de ellos fueron destruidos en el aeródromo de Helwan. La mitad de HA-200B Saeta que sobrevivieron al conflicto siguieron en servicio, y se continuó su producción en Helwan hasta 1969.

## Accidentes
Un HA-200 Saeta matrícula EC-GLX, participante inscrito en el festival aéreo del Aeropuerto de Córdoba el 14 de mayo de 2000, se estrelló el día anterior durante un vuelo de prácticas. El piloto y un acompañante mecánico fallecieron en el impacto violento de la aeronave contra el suelo en la zona situada entre la pista y la plataforma de estacionamiento de aeronaves del mismo aeropuerto. Informe técnico A-012/2000. Ministerio de Fomento, CIAIAC.
Un HA-200 Saeta (matrícula EC-DXR y numeral 203-50) de la fundación Infante de Orleans resultó destruido en un accidente el 5 de mayo de 2013 en Cuatro Vientos (Madrid). El piloto, comandante del Ejército del Aire Ladislao Tejedor Romero falleció a causa de las heridas, fue la única víctima.

## Supervivientes

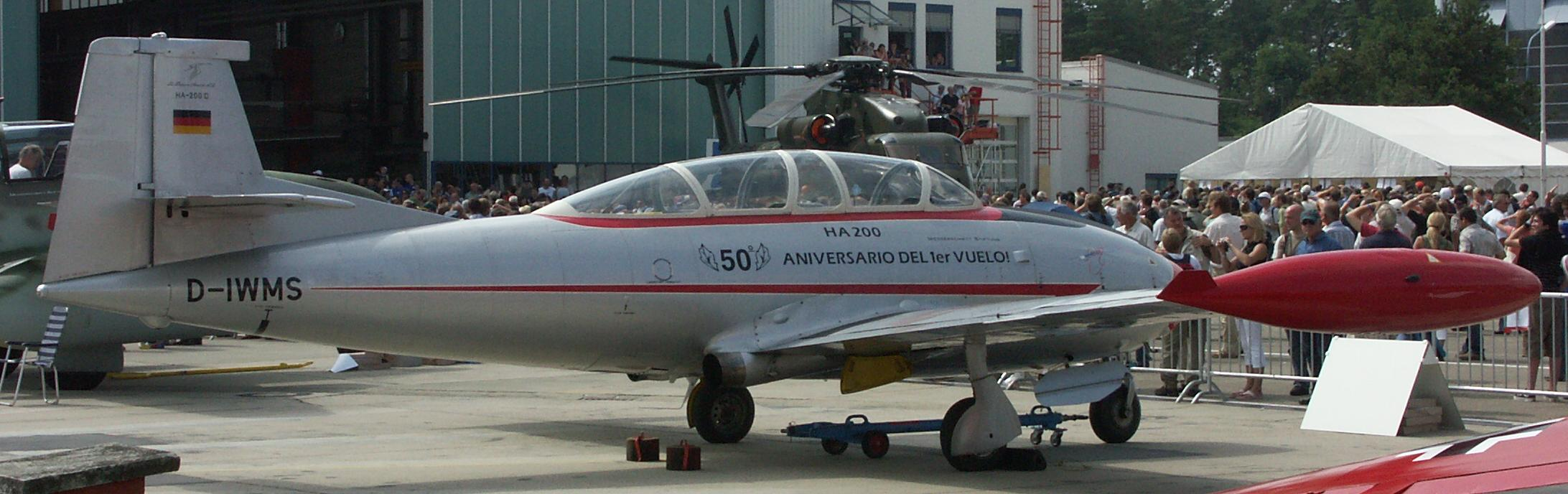
HA-200 de la fundación Messerschmitt.

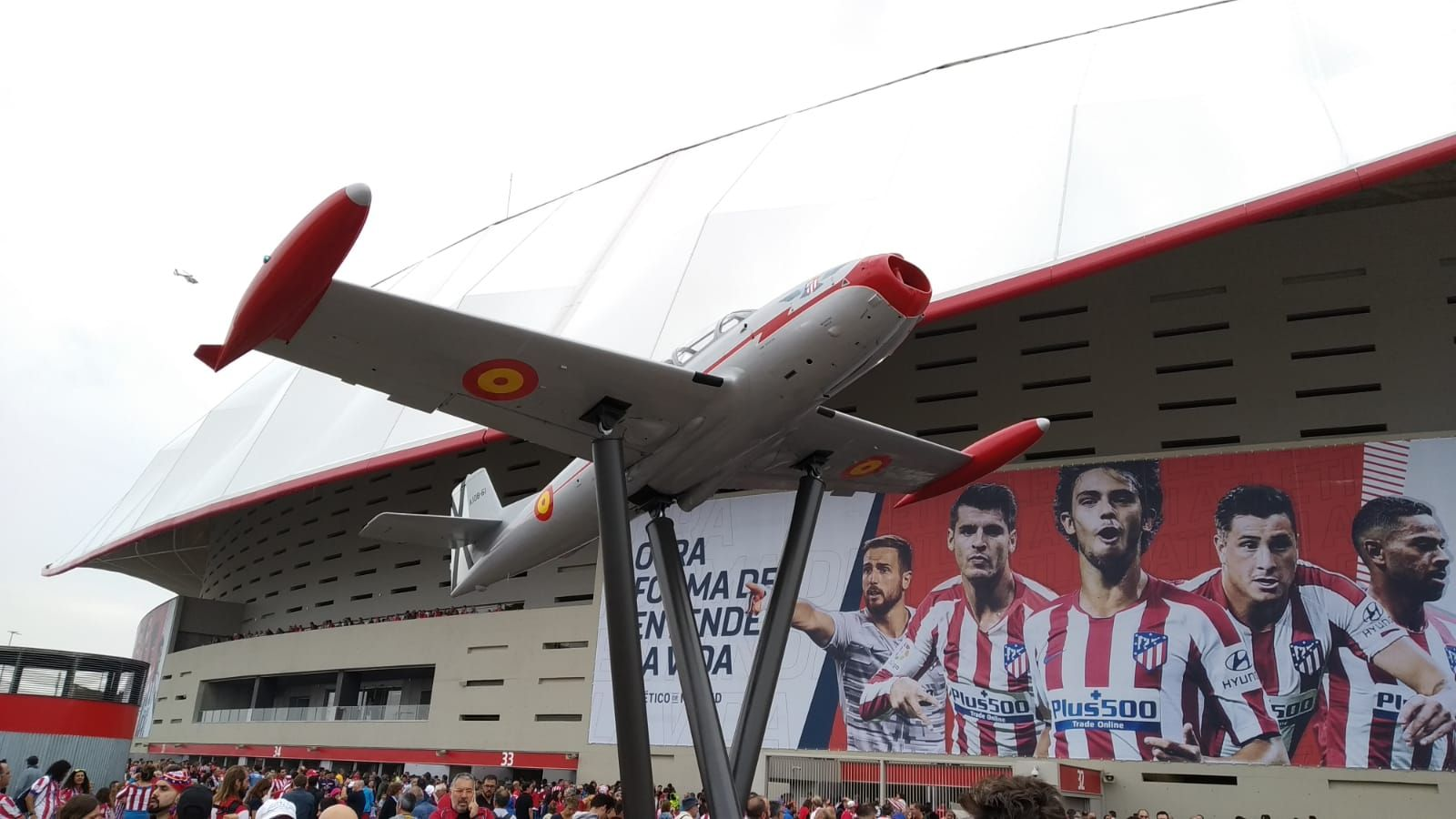
Saeta en Wanda Metropolitano.

Se tiene constancia de bastantes unidades del Hispano Aviación H-200 Saeta que se conservan en la actualidad, tanto expuestas como con capacidad de vuelo:
HA-200R-1 Saeta
En el Museo de Aeronáutica y Astronáutica de Madrid.
HA-200 Saeta
En el Museo de Aeronáutica y Astronáutica de Madrid.
Fundación Messerschmitt (con capacidad de vuelo).
En rotonda en el exterior de la Base Aérea de Getafe.
HA-200A Saeta
En Villanueva y Geltrú (Barcelona), adquirido por el Centro Aéreo.
En la Base Aérea de San Javier en San Javier (Murcia).
HA-200D Saeta
Hospital Santa Ana, Motril, (Granada).
Base Aérea de Villanubla (Valladolid).
Base Aérea de Gando (Las Palmas).
Base Aérea de León en La Virgen del Camino (León).
Hacienda Campoamor en Algete (Madrid).
Factoría de CASA en Getafe (Madrid).
En Barriada monumento en San Juan de Aznalfarache (Sevilla).
En rotonda de Barriada de la Motilla en Dos Hermanas (Sevilla).
En la Base Aérea de Morón, en Morón de la Frontera (Sevilla).
En Museo Español de Aeronáutica de Madrid.
HA-220 Súper Saeta
En la Fundación Parque Aeronáutico de Cataluña, Sabadell (Barcelona) (con capacidad de vuelo).
En el Museo de Aeronáutica y Astronáutica de Madrid.
En la Fundación Aérea de la Comunidad Valenciana (con capacidad de vuelo).
En Sabadell (Barcelona), frente a la cafetería del aeropuerto.
En la factoría de CASA en San Pablo en Sevilla.
Un Saeta en el estadio de fútbol del Atlético de Madrid, el Wanda Metropolitano, instalado en septiembre de 2019.
Además de los referidos, se conservan algunos ejemplares en los Estados Unidos, adquiridos cuando al ser dados de baja, fueron subastados.

## Especificaciones

### Características generales
- Tripulación: Dos
- Longitud: 9 m (29,4 ft)
- Envergadura: 10,9 m (35,9 ft)
- Altura: 2,9 m (9,4 ft)
- Superficie alar: 17,4 m² (187,3 ft²)
- Peso vacío: 2100 kg (4628,4 lb)
- Peso cargado: 3700 kg (8154,8 lb)
- Planta motriz: 2× turborreactor Turboméca Marboré VI.
  - Empuje normal: 4,7 kN (479 kgf; 1057 lbf) de empuje cada uno.

### Rendimiento
- Velocidad nunca excedida (Vne): 805 km/h (500 MPH; 435 kt)
- Velocidad crucero (Vc): 600 km/h (373 MPH; 324 kt)
- Alcance: 1500 km (810 nmi; 932 mi)
- Techo de vuelo: 13 000 m (42 651 ft)
- Régimen de ascenso: 17 m/s (3346 ft/min)

## Aeronaves relacionadas

### Desarrollos relacionados
- Hispano Aviación HA-100 Triana

### Aeronaves similares
- Cessna A-37B Dragonfly
- Fouga Magister
- Fiat G.80
- Fokker S.14
- BAC Jet Provost

### Secuencias de designación
- Secuencia HA-_ (interna de Hispano Aviación): HA-100 - HA-200 - HA-300 - HA-400 - HA-500
- Secuencia C._ (Cazas del Ejército del Aire, 1954-1978): ← C.6 - C.8 - C.9 - C.10 - C.11 - C.12 - C.14 →
- Secuencia C._ (Aeronaves de Caza del Ejército del Aire español, 1978-presente): EA.6 - A.9 - A.10 - C.11 - C.12 - C.14 →
- Secuencia E._ (Escuela del Ejército del Aire, 1954-1978): ← E.6 (I) - E.6 (II) - XE.12 - E.14 - E.15 - E.16 - E.17 →
- Secuencia E._ (Aeronaves de Escuela del Ejército del Aire español, 1978-presente): E.3 - E.14 - E.15 - E.16 - E.17 →